# Culture:Japan
Culture:Japan（カルチャージャパン）は、東京メトロポリタンテレビジョン（TOKYO MX）制作・放送のポップカルチャー情報番組。

## 概要

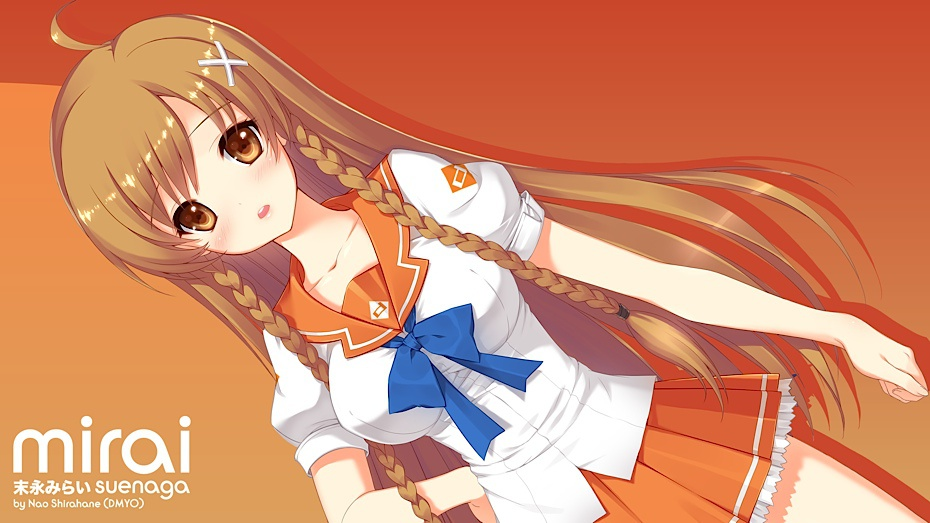
末永みらい、Culture:Japanのマスコットキャラクター

イギリス出身のウェブコンサルタント・ポップカルチャー紹介サイト運営者、ダニー・チュー (Danny Choo) が制作・進行を手がける情報番組。日本のポップカルチャーやオタク文化に精通しているダニーの視点から通して、海外で日本のポップカルチャーに魅了された人や、日本で流行っている最新の文化などを紹介する。
2010年6月12日に30分番組として放送、また60分バージョンが7月にANIMAX ASIAを通じてアジア各国でも放送された。2010年10月2日からは毎週土曜22:30よりレギュラー放送が開始、アジア19カ国でもANIMAX ASIAを通じて放送される。2011年1月2日の「2011 NEW YEAR SPECIAL」で第1期の放送を終了。2011年7月よりアメリカのケーブルテレビチャンネルMnet Americaでも放送が開始され、2011年10月1日より第2期の放送が開始し、BS11でも放送された。第2期は同年12月24日をもって放送終了。2012年4月からは朝の情報番組『チェックタイム』の火曜日のコーナーとして放送される（三重テレビにもネット）。

## 主演者
- 司会：ダニー・チュー
- ゲスト
  - 佐藤聡美（特別番組）
  - 三上枝織（第1回 - 第2回）
  - ミルキィホームズ（三森すずこ、徳井青空、佐々木未来、橘田いずみ）（第3回、第6回、第10回）
  - 三森すずこ（第5回 - 第6回）
  - 水木一郎（第10回）
  - FLOW（第10回）

## 放送局
| 放送期間                     | 放送局   | 放送時間          | 対象地域 | 備考 |
| ---------------------------- | -------- | ----------------- | -------- | ---- |
| 2010年10月2日 - 2011年1月2日 | TOKYO MX | 土曜22:30 - 23:00 | 東京都   |      |

| 放送時間                 | 放送局   | 放送時間                    | 対象地域 | 備考 |
| ------------------------ | -------- | --------------------------- | -------- | ---- |
| 2011年10月1日 - 12月24日 | TOKYO MX | 土曜22:30 - 23:00           | 東京都   |      |
| 2011年10月3日 - 12月26日 | BS11     | 月曜3:00 - 3:30（日曜深夜） | 日本全域 |      |